# Traukutitan
Genre
Espèce
Traukutitan est un genre de titanosaure du Crétacé supérieur retrouvé en 1993 par Leonardo Salgado et Jorge Orlando Calvo (en) dans la formation géologique Bajo de la Carpa (en) du groupe de Neuquén (en), en Patagonie (Argentine). Le genre Traukutitan est nommé par Rubén Darío, Juárez Valieri et Calvo en 2011 à partir de l'holotype MUCPv 204, composé des deux fémurs et de treize vertèbres.
L'espèce-type est Traukutitan eocaudata. Le nom générique fait référence à Trauku, l'esprit de la montagne des Mapuche, et de « titan », géant de la mythologie grecque. Le nom spécifique est tiré du grec « eos » (« aube ») et du latin « cauda » (« queue »).
Le genre fait possiblement partie des Lognkosauria.